# Time t
Título a ser usado para criar uma ligação interna é Time t.
O tipo de dado time_t é definido pela biblioteca ISO da linguagem C para armazenar valores de tempo. Estes valores são obtidos através da função time() que é definida no arquivo de cabeçalho de nome <time.h>. O padrão ISO C define o time_t como um tipo aritmético, mas não especifica qualquer tipo de dado, intervalo de valores, frequência ou codificação para ele. O resultado das operações aritméticas sobre este tipo também não são determinadas por este padrão.
Os sistemas de padrão Unix e POSIX implementam o time_t como um inteiro com sinal (tipicamente com 32 ou 64 bits) que representa o número de segundos desde o início da era Unix: meia-noite de 1 de janeiro de 1970 UTC (com exceção dos segundos bissextos). Alguns sistemas suportam valores negativos de tempo, enquanto outros não.
Além da função time(), o padrão ISO C especifica outras funções e tipos para converter valores de tempo em valores para determinados calendários, e vice e versa.

## Exemplo
O código em linguagem C mostrado a seguir recupera o tempo corrente, o formata como uma cadeia de caracteres e o escreve na saída padrão.
```
#
 
include
 
<stdio.h>

#
 
include
 
<time.h>

 
int
 
main
(
void
)

 
{

     
time_t
 
now
;

     
struct
 
tm
  
ts
;

     
char
       
buf
[
80
];

     
// Obtem o tempo corrente

     
now
 
=
 
time
(
NULL
);

     
// Formata e imprime o tempo, "ddd yyyy-mm-dd hh:mm:ss zzz"

     
ts
 
=
 
*
localtime
(
&
now
);

     
strftime
(
buf
,
 
sizeof
(
buf
),
 
"%a %Y-%m-%d %H:%M:%S %Z"
,
 
&
ts
);

     
printf
(
"%s
\n
"
,
 
buf
);

     
return
 
0
;

 
}

```